# Sierra de las Cabras (Cádiz)
La sierra de las Cabras es una cadena montañosa de baja altura situada en San José del Valle, provincia de Cádiz.

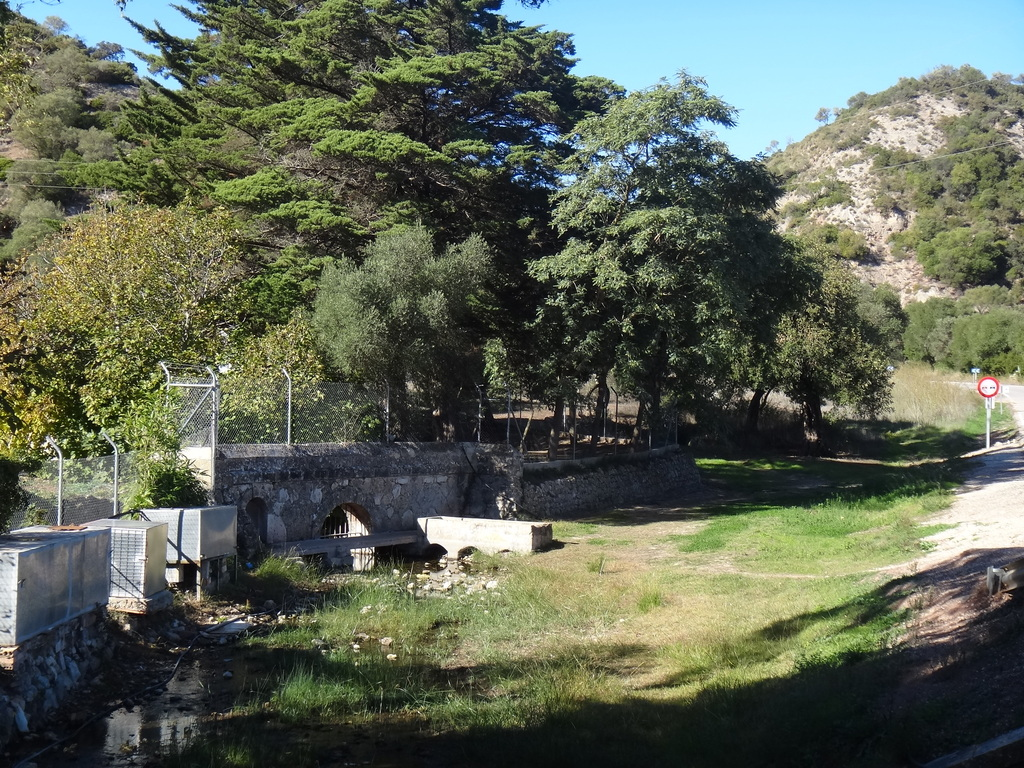
Nacimiento de Tempul, al pie de la Sierra

## Historia
Es conocida la importancia del enclave al menos desde época romana, pues es origen de uno de los acueductos más grandes de Hispanis, llevando el agua del manantial de Tempul a la ciudad de Cádiz a lo largo de 75 kilómetros.